# マルコス・セネシ
マルコス・ニコラス・セネシ・バロン（Marcos Nicolás Senesi Barón、1997年5月10日 - ）は、アルゼンチン・エントレ・リオス州コンコルディア出身のサッカー選手。プレミアリーグ・AFCボーンマス所属。アルゼンチン代表。ポジションはディフェンダー。

## 経歴

### クラブ
CAサン・ロレンソにて育成され、2016年にトップチームデビューを果たす。
2019年9月2日、フェイエノールトと4年契約を結んだ。2019年9月22日、エールディヴィジ第7節FCエメン戦にてデビューし、11月10日の第13節ヴァールヴァイク戦で初ゴールを挙げた。 
2022年8月8日、AFCボーンマスと4年契約を結んだ。

### 代表
2022年6月5日、対エストニア代表戦で62分から途中出場しアルゼンチンA代表デビュー。

## 代表歴

### 試合数
- 国際Aマッチ 1試合 0得点（2022年 - ）

| アルゼンチン代表 | 国際Aマッチ | 国際Aマッチ |
| 年               | 出場        | 得点        |
| ---------------- | ----------- | ----------- |
| 2022             | 1           | 0           |
| 通算             | 1           | 0           |